# Gare d'Akita
La gare d'Akita (秋田駅, Akita-eki) est une gare ferroviaire de la ville d'Akita au Japon. Elle est gérée par la compagnie JR East.

## Situation ferroviaire
La gare est située au point kilométrique (PK) 298,7 de la ligne principale Ōu. Elle marque la fin de la ligne Shinkansen Akita et de la ligne principale Uetsu.

## Histoire
La gare d'Akita est inaugurée le 21 octobre 1902, elle est depuis le 22 mars 1997 le terminus de la ligne Shinkansen Akita.

## Service des voyageurs

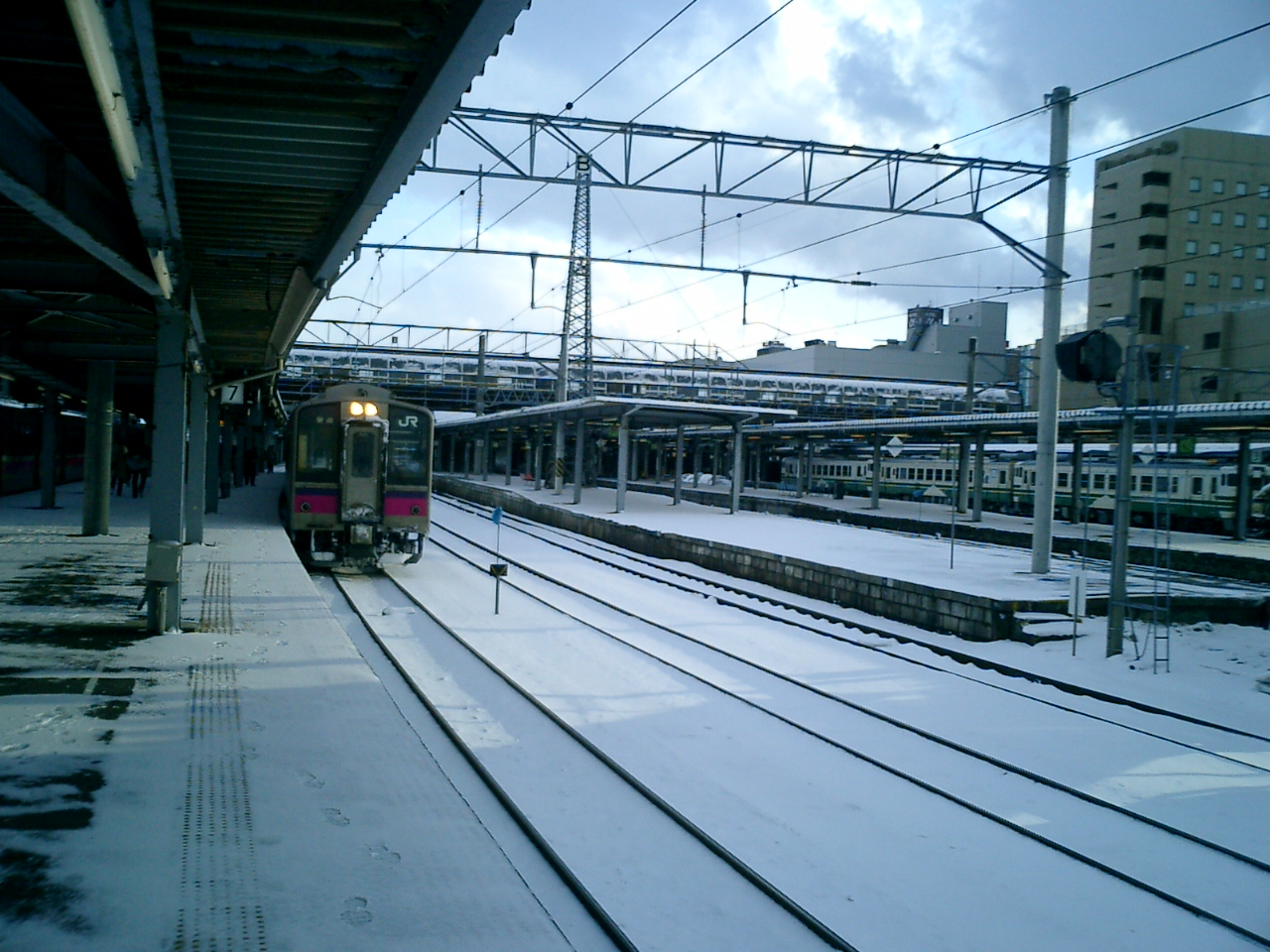
Vue depuis les quais

### Accueil
La gare dispose d'un bâtiment voyageurs, avec guichets, ouvert tous les jours.

### Desserte
- Ligne principale Ōu :
  - voies 1 à 8 : direction  Aomori
  - voies 2 à 6 : direction Shinjō
- Ligne Oga :
  - voies 1 à 8 : direction Oga
- Ligne principale Uetsu :
  - voies 2 à 6 : direction Niigata
- Ligne Shinkansen Akita :
  - voies 11 et 12 : direction Morioka (interconnexion avec la ligne Shinkansen Tōhoku pour Tokyo)